# Långegyl (Öljehults socken, Blekinge, 625146-144888)
Långegyl är en sjö i Ronneby kommun i Blekinge och ingår i Bräkneån-Mieåns kustområde.